# Vranov nad Dyjí
Vranov nad Dyjí (Duits: Frain) is een Moravische vlek (městys) in de Tsjechische regio Zuid-Moravië, en maakt deel uit van het district Znojmo. Vranov nad Dyjí telt 869 inwoners (2023).

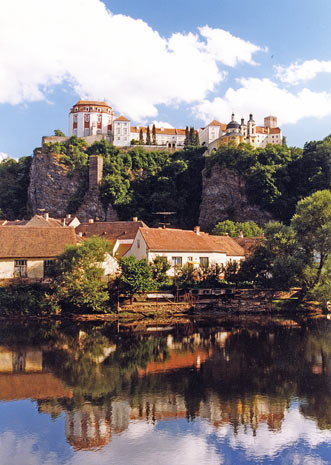
Het Slot van Vranov nad Dyjí

## Geschiedenis
- 1100 – De eerste schriftelijke vermelding van Vranov nad Dyjí.
- 2006 – De gemeente Vranov nad Dyjí krijgt (opnieuw) de status vlek.[1]